# Juan III de Constantinopla
Juan III de Constantinopla, también llamado Juan Escolástico (c. 503 - 31 de agosto de 577) fue el 32º patriarca de Constantinopla desde el 12 de abril de 565 hasta su muerte en 577. También es considerado santo de la Iglesia ortodoxa oriental.

## Biografía
Juan, hijo de un clérigo, nació en Sirimis, en la región de Cynegia, cerca de Antioquía. En Antioquía existía una floreciente facultad de derecho y eligió la profesión de abogado para después ser ordenado, ingresando en el clero de Antioquía. Se hizo especialista en cuestiones jurídicas de la Iglesia y llegó a ser apocrisiario y secretario, lo que le pondría en contacto con la corte de Constantinopla.
Cuando el emperador Justiniano, hacia el final de su vida, intentó elevar la secta de los aftartodócetas al estatus de ortodoxia doctrinaria, determinó expulsar a Eutiquio por su oposición, y fue reemplazado por Juan para llevar a cabo la voluntad imperial. Estaba considerado un ultraortodoxo y un hábil abogado eclesiástico de Antioquía, que ya se había distinguido por su gran edición de los cánones.
También era reconocido por la clasificación metódica del derecho canónico, la Recopilación del derecho canónico. Después de algunos trabajos más antiguos que menciona en su prefacio, abandonó el plan primero de exponer los decretos de cada concilio en orden y en su lugar optó por principios filosóficos, en función de cada tema. De 60 temas, las redujo a cincuenta.
A los cánones de los concilios de Nicea, Ancira, Neocaesarea, Gangra, Antioquía, Éfeso y Constantinopla, ya recogidos y recibidos en la iglesia griega, Juan agregó 89 Cánones apostólicos, los 21 de Sárdica y los 68 de las cartas canónicas de Basilio Magno. Escribiendo al patriarca Focio, el papa Nicolás I cita una armonía de los cánones que incluye los de Sérdica, que solo podría ser la de Juan el Escolástico.
Cuando Juan llegó a Constantinopla, editó el Nomocanon, un resumen de su trabajo anterior, con la adición de una comparación de los rescriptos imperiales y las leyes civiles (especialmente las Novedades de Justiniano) en cada encabezado. Teodoro Balsamón cita esto sin nombrar al autor en sus notas sobre el primer canon del Concilio Trullano de Constantinopla. En un manuscrito de la biblioteca de París, el Nomocanon es atribuido a Teodoreto de Ciro, pero en todos los demás casos se le atribuye a Juan. Teodoreto no habría insertado los 'cánones apostólicos' y los de Sárdica, y el estilo no se parece al suyo. En 1661, estas dos obras se imprimieron a principios del volumen II de la Bibliotheca Canonica de Justello, en París. Focio (Cod. lxxv) menciona su catecismo, en el que estableció la doctrina de la Trinidad consubstancial, diciendo que la escribió en 568, bajo Justino II, y que luego fue atacada por el impío Juan Filópono. Fabricio considera que la Sinopsis o  Armonía y el Nomocanon fueron correctamente asignados a Juan Escolástico.
Poco se sabe de su carrera episcopal. Siete meses después de su nombramiento, murió Justiniano. El nuevo emperador, Justino II, fue coronado por el patriarca el 14 de noviembre de 565. Organizó un compromiso entre los calcedonios y los no calcedonios en 567, y reunió temporalmente a las dos facciones en 571. Juan murió un poco antes que Justino en 577.